# Elba (Nebraska)
Pour les articles homonymes, voir Elba.
Elba est un village du comté de Howard, dans l'État du Nebraska, aux États-Unis. En 2020, il comptait une population de 192 habitants.